# Ras El Aioun
Ras El Aioun è un comune dell'Algeria, situato nella provincia di Batna.